# Othis
Othis [ɔtis]   est une commune française située dans le département de Seine-et-Marne en région Île-de-France.

## Géographie

### Localisation
La commune est située à l'extrémité nord-ouest du département de Seine-et-Marne à 3,5 km au nord-ouest de Dammartin-en-Goële et à 49 km au nord-est de Paris.

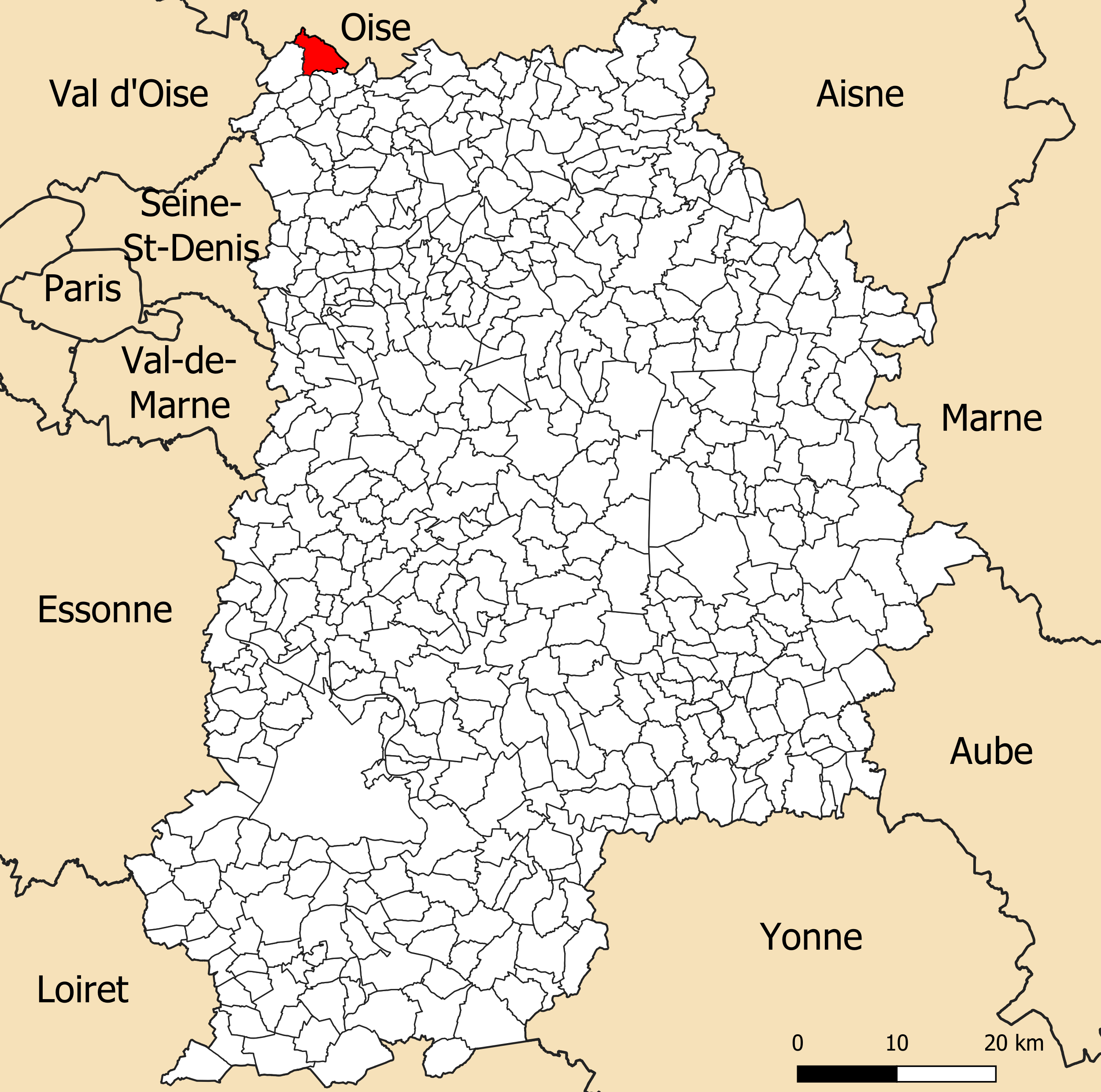
Localisation de la commune d'Othis dans le département de Seine-et-Marne

### Communes limitrophes
| Mortefontaine (Oise) | Ver-sur-Launette (Oise) | Ève (Oise)         |
| Moussy-le-Neuf       | Othis                   |                    |
| Moussy-le-Vieux      | Longperrier             | Dammartin-en-Goële |

### Hydrographie

#### Réseau hydrographique
Le réseau hydrographique de la commune se compose de sept cours d'eau référencés :
- la Thėve, longue de 33,55 km[1], affluent de l'Oise ;
  - le fossé du Grand Étang, 3,07 km[2], affluent de la Thėve ;
    - le fossé des Heurtreaux, 1,88 km[3], affluent du fossé du Grand Étang ;
- le cours d'eau 03 de la Commune d'Eve, 3,81 km[4], affluent de la Launette ;
  - le fossé 01 de la Commune de Othis, 1,89 km[5], et ;
  - le fossé 02 de la Commune de Othis, 2,65 km[6], et ;
  - le fossé 03 de la Commune de Othis, 2,63 km[7], affluents du cours d'eau 03 de la Commune d'Eve.

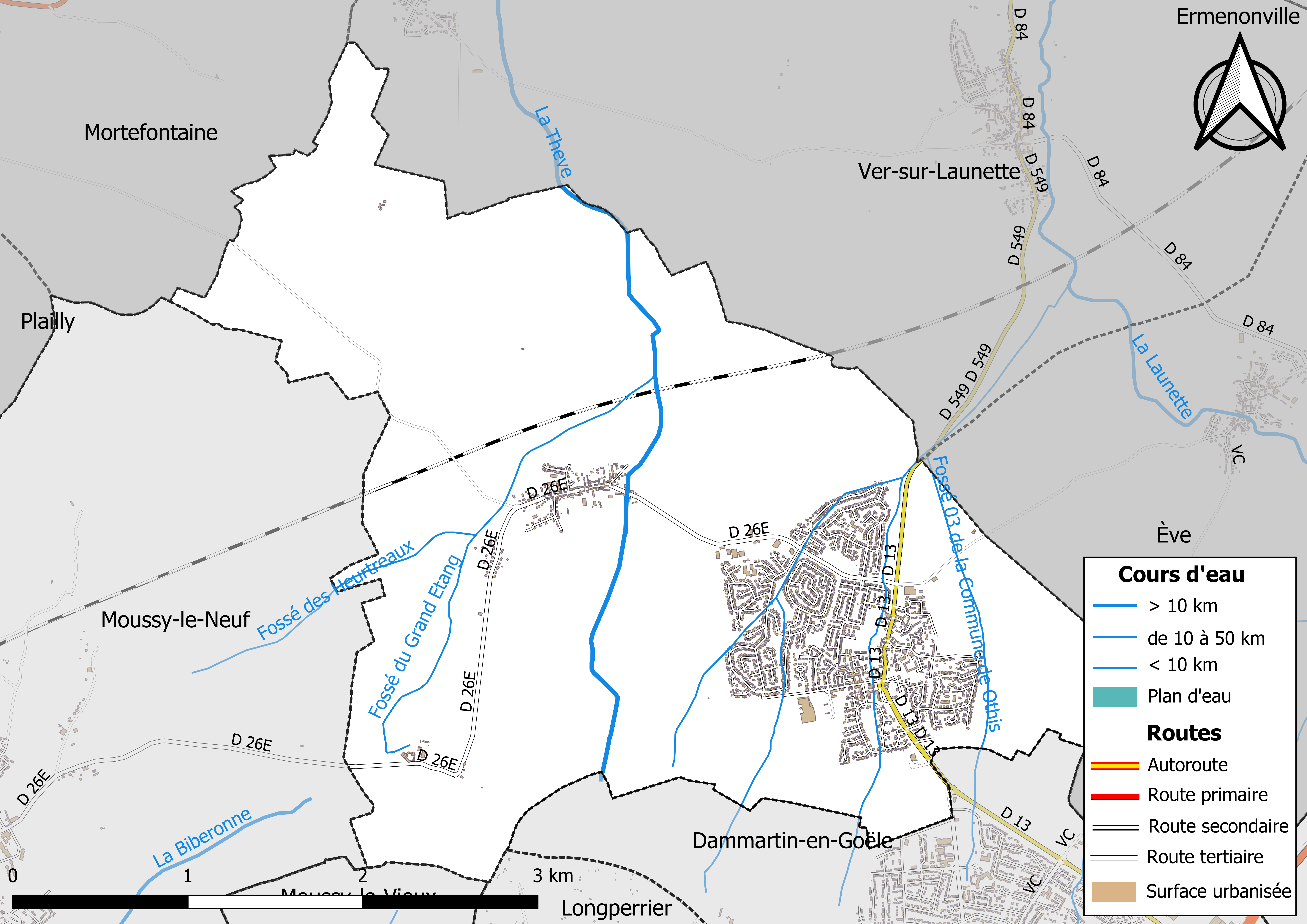
Carte des réseaux hydrographique et routier d'Othis.

La longueur totale des cours d'eau sur la commune est de 15,04 km.

#### Gestion des cours d'eau
Afin d’atteindre le bon état des eaux imposé par la Directive-cadre sur l'eau du 23 octobre 2000, plusieurs outils de gestion intégrée s’articulent à différentes échelles : le SDAGE, à l’échelle du bassin hydrographique, et le SAGE, à l’échelle locale. Ce dernier fixe les objectifs généraux d’utilisation, de mise en valeur et de protection quantitative et qualitative des ressources en eau superficielle et souterraine. Le département de Seine-et-Marne est couvert par six SAGE, au sein du bassin Seine-Normandie.
La commune fait partie du SAGE « Nonette », approuvé le 28 juin 2006. Le territoire de ce SAGE concerne le bassin versant de la Nonette et de ses deux principaux affluents, la Launette et l’Aunette. Il inclut totalement ou partiellement 53 communes, dont 47 sur le département de l’Oise et 6 sur celui de le département de Seine-et-Marne, pour une superficie de 413 km2. Le pilotage et l’animation du SAGE sont assurés par le syndicat Interdépartemental du SAGE de la Nonette, qualifié de « structure porteuse », un syndicat créé en 1968.

### Géologie et relief
Othis se situe entre la Plaine de France à l'ouest, couverte par d’immenses cultures, et le plateau du Valois présentant un paysage de plateau doucement vallonné.
La commune est classée en zone de sismicité 1, correspondant à une sismicité très faible.

### Climat
Pour des articles plus généraux, voir Climat de l'Île-de-France et Climat de Seine-et-Marne.
En 2010, le climat de la commune est de type climat océanique dégradé des plaines du Centre et du Nord, selon une étude du CNRS s'appuyant sur une série de données couvrant la période 1971-2000. En 2020, Météo-France publie une typologie des climats de la France métropolitaine dans laquelle la commune est exposée à un climat océanique altéré et est dans une zone de transition entre les régions climatiques « Sud-ouest du bassin Parisien » et « Nord-est du bassin Parisien ».
Pour la période 1971-2000, la température annuelle moyenne est de 10,9 °C, avec une amplitude thermique annuelle de 15,1 °C. Le cumul annuel moyen de précipitations est de 720 mm, avec 10,9 jours de précipitations en janvier et 8,1 jours en juillet. Pour la période 1991-2020, la température moyenne annuelle observée sur la station météorologique la plus proche, située sur la commune du Plessis-Belleville à 6 km à vol d'oiseau, est de 11,4 °C et le cumul annuel moyen de précipitations est de 661,7 mm,. Pour l'avenir, les paramètres climatiques de la commune estimés pour 2050 selon différents scénarios d'émission de gaz à effet de serre sont consultables sur un site dédié publié par Météo-France en novembre 2022.

### Milieux naturels et biodiversité

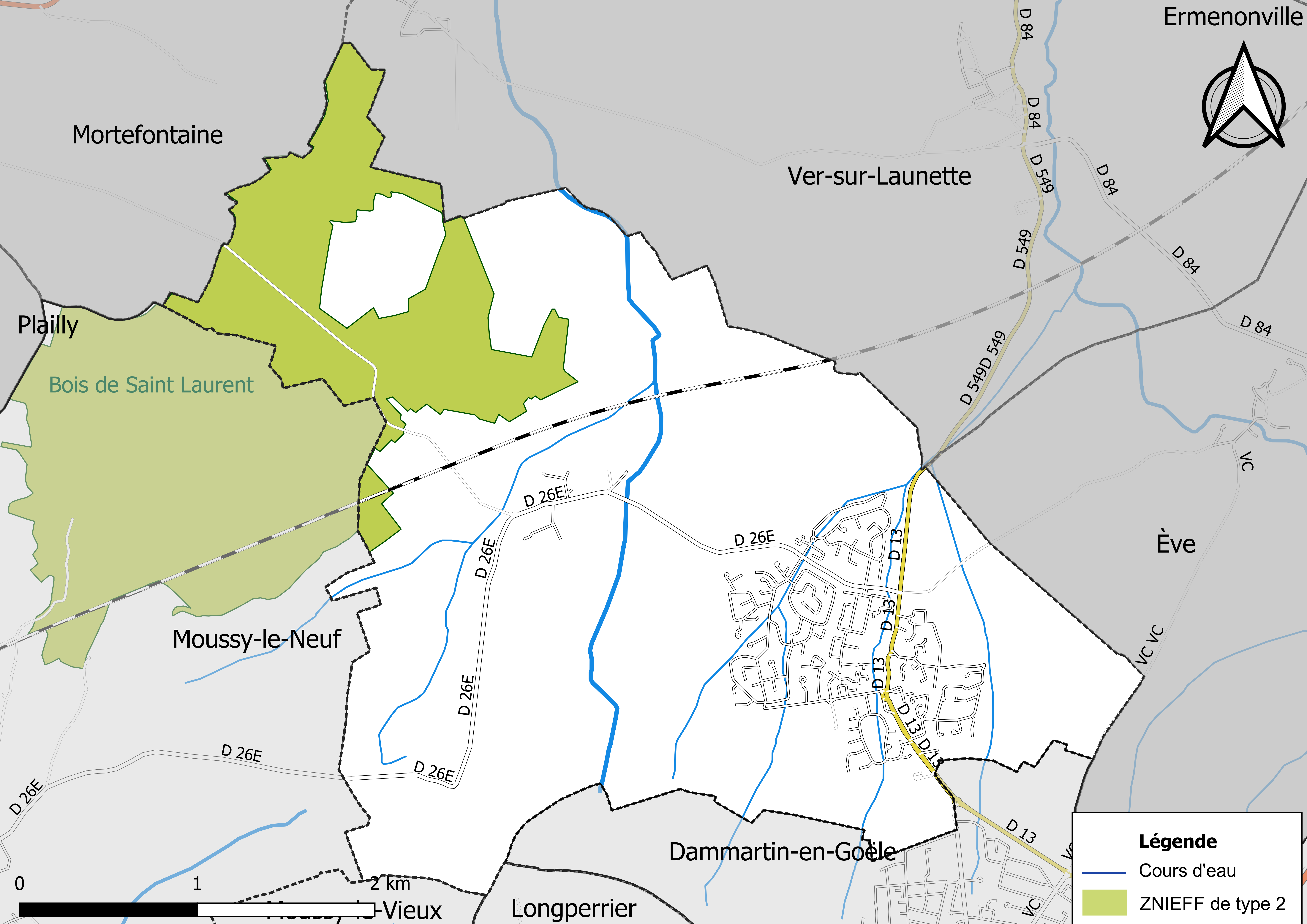
Carte des ZNIEFF de type 2 localisées sur la commune.

L’inventaire des zones naturelles d'intérêt écologique, faunistique et floristique (ZNIEFF) a pour objectif de réaliser une couverture des zones les plus intéressantes sur le plan écologique, essentiellement dans la perspective d’améliorer la connaissance du patrimoine naturel national et de fournir aux différents décideurs un outil d’aide à la prise en compte de l’environnement dans l’aménagement du territoire.
Le territoire communal d'Othis comprend une ZNIEFF de type 2,,, 
le « Bois de Saint-Laurent » (486,66 ha), couvrant 2 communes du département.

## Urbanisme

### Typologie
Au 1er janvier 2024, Othis est catégorisée ceinture urbaine, selon la nouvelle grille communale de densité à sept niveaux définie par l'Insee en 2022.
Elle appartient à l'unité urbaine d'Othis, une unité urbaine monocommunale constituant une ville isolée,. Par ailleurs la commune fait partie de l'aire d'attraction de Paris, dont elle est une commune de la couronne,. Cette aire regroupe 1 929 communes,.

### Lieux-dits et écarts
La commune compte 50 lieux-dits administratifs répertoriés consultables ici dont Beaumarchais, Guincourt, Beaupré, la Jalaise, les Huants (source : le fichier Fantoir).

### Occupation des sols
L'occupation des sols de la commune, telle qu'elle ressort de la base de données européenne d’occupation biophysique des sols Corine Land Cover (CLC), est marquée par l'importance des territoires agricoles (69,7 % en 2018), en diminution par rapport à 1990 (71,2 %). La répartition détaillée en 2018 est la suivante : 
terres arables (64,6 %), forêts (18,2 %), zones urbanisées (12,1 %), prairies (3,1 %), zones agricoles hétérogènes (2 %).
Parallèlement, L'Institut Paris Région, agence d'urbanisme de la région Île-de-France, a mis en place un inventaire numérique de l'occupation du sol de l'Île-de-France, dénommé le MOS (Mode d'occupation du sol), actualisé régulièrement depuis sa première édition en 1982. Réalisé à partir de photos aériennes, le Mos distingue les espaces naturels, agricoles et forestiers mais aussi les espaces urbains (habitat, infrastructures, équipements, activités économiques, etc.) selon une classification pouvant aller jusqu'à 81 postes, différente de celle de Corine Land Cover,,. L'Institut met également à disposition des outils permettant de visualiser par photo aérienne l'évolution de l'occupation des sols de la commune entre 1949 et 2018.

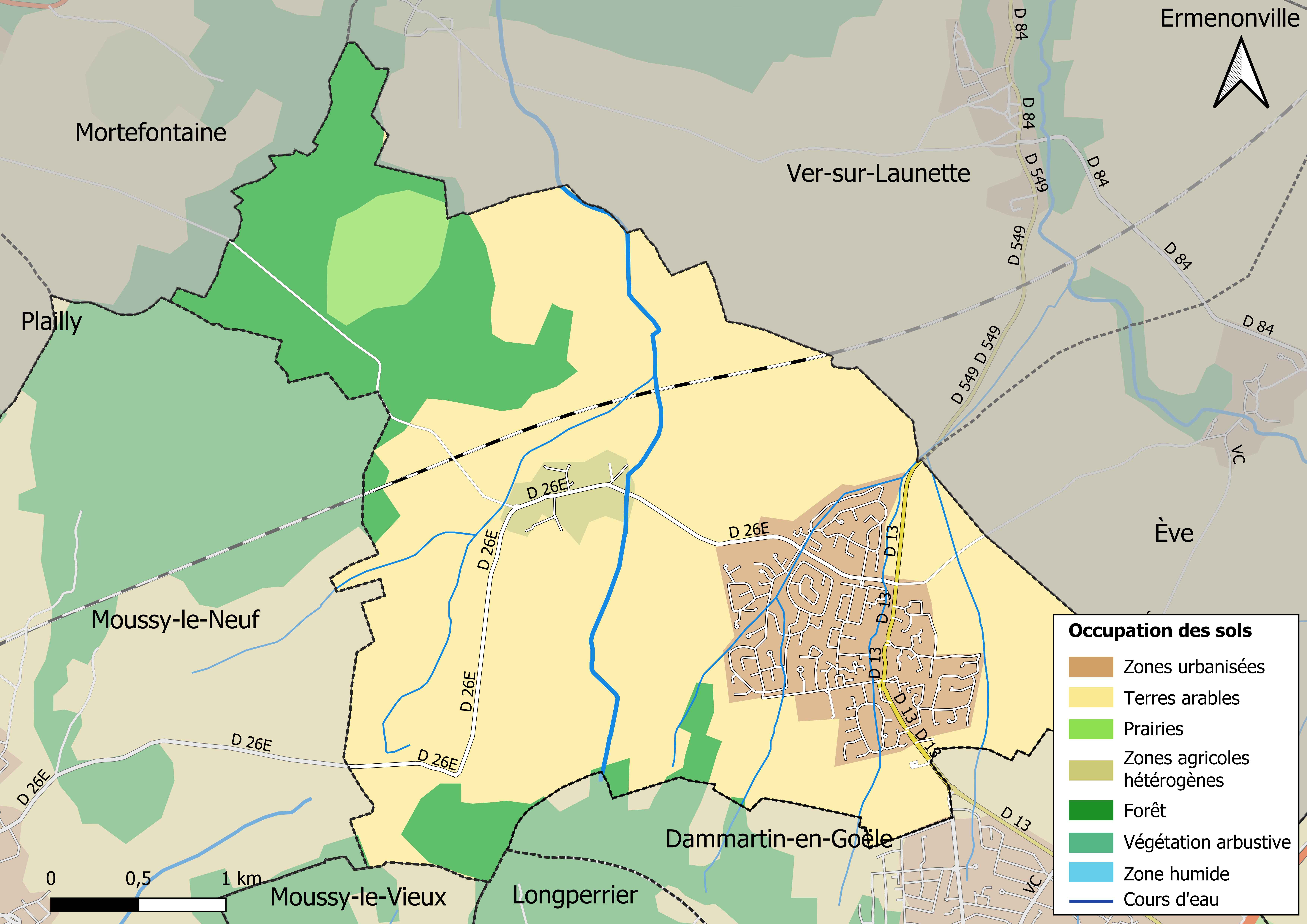
Carte des infrastructures et de l'occupation des sols en 2018 (CLC) de la commune.
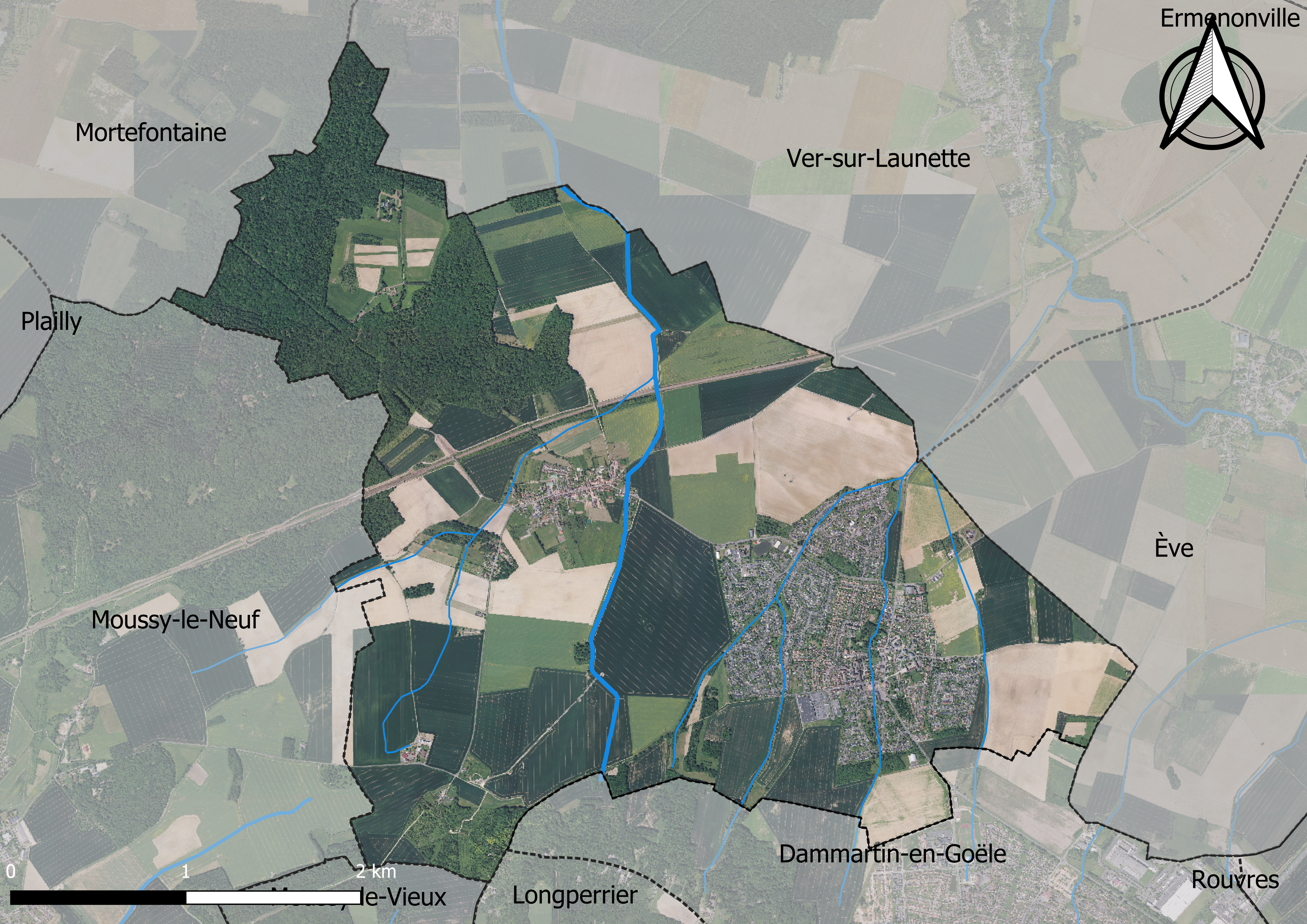
Carte orhophotogrammétrique de la commune.
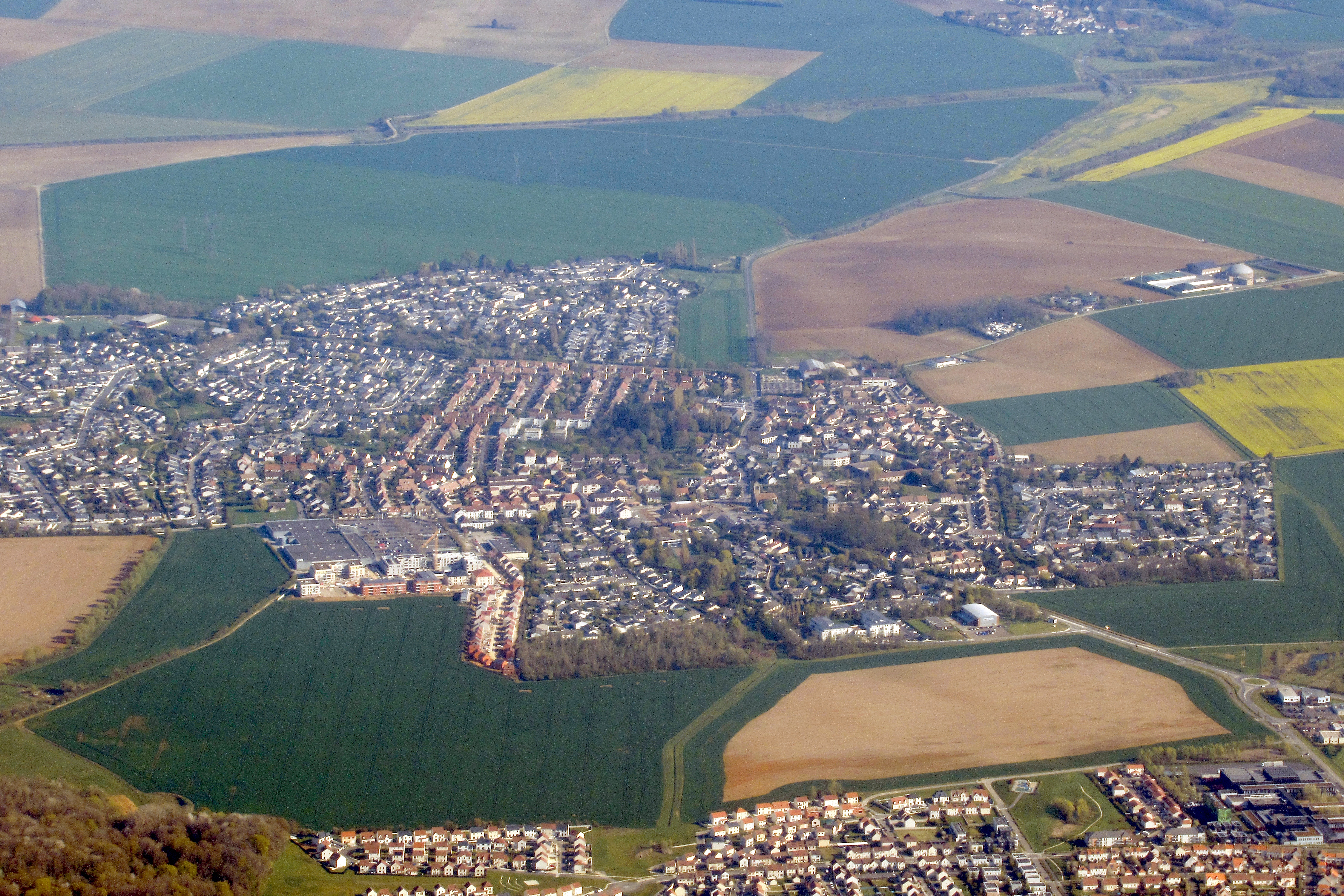

### Planification
La loi SRU du 13 décembre 2000 a incité les communes à se regrouper au sein d’un établissement public, pour déterminer les partis d’aménagement de l’espace au sein d’un SCoT, un document d’orientation stratégique des politiques publiques à une grande échelle et à un horizon de 20 ans et s'imposant aux documents d'urbanisme locaux, les PLU (Plan local d'urbanisme). La commune est dans le territoire du SCOT Roissy Pays de France, approuvé le 19 décembre 2019 et porté par la communauté d’agglomération Roissy Pays de France.
La commune disposait en 2019 d'un plan local d'urbanisme en révision. Le zonage réglementaire et le règlement associé peuvent être consultés sur le Géoportail de l'urbanisme.

### Logement
En 2016, le nombre total de logements dans la commune était de 2 552 dont 79,5 % de maisons et 20,1 % d'appartements.
Parmi ces logements, 96,8 % étaient des résidences principales, 1 % des résidences secondaires et 2,2 % des logements vacants.
La part des ménages fiscaux propriétaires de leur résidence principale s'élevait à 77,5 % contre 21,1 % de locataires dont, 10,9 % de logements HLM loués vides (logements sociaux) et, 1,3 % logés gratuitement.

### Voies de communication et transports

#### Voies de communication
Le CD 13 traverse le bourg principal et relie la commune vers le sud de Dammartin-en-Goële à la RN 2 vers le nord et à la RN 330 en direction de Senlis. Elle est à la fois proche de Roissy et de la forêt d’Ermenonville ; ce qui lui confère une position stratégique pour accueillir la population.
Le sentier de grande randonnée GR 1 traverse le territoire de la commune, il se prolonge vers Ver-sur-Launette au nord et Dammartin-en-Goële au sud.

#### Transports
La commune est desservie par les lignes d'autocars No 701, No 708, No 711, No 716 et No 719 du réseau de bus Roissy Est.

## Toponymie
Le nom de la localité est mentionné sous les formes Ostiz en 1209 ; Ostiz en 1235 ; Otiz en 1314 ; Autiz soulz Dampmartin en 1380 ; La ville d'Otis en 1400 ; Austys en 1663 ; Hotis en 1707.
Du latin hostis, exploitation rurale. De l'oïl ostise, ostice « demeure d'un oste , qui disposait d'une tenure moyennant redevance, mais n'était pas attaché à la glèbe, comme le serf ».

## Histoire
Le village relève à l’origine de l’évêque de Senlis qui en dote son chapitre. Le terroir a comporté de nombreux fiefs et possessions religieuses. Ancien monastère, le fief de Guincourt appartient en 1185 à Albéric de Guincourt. En 1205, les moines de Saint-Vincent de Senlis cèdent en échange le prieuré de Saint-Laurent à Guillaume Cluingnet, chevalier, seigneur de la « grande maison » fief d’Othis. Cette famille dont une fille, Aline, fut abbesse de Chelles (1311), se maintient jusqu’au XIVe siècle. Bien national, la seigneurie et ses fiefs sont adjugés au banquier Joseph Duruey qui meurt sur l’échafaud. Très longtemps vouée à la grande culture, pour ce qui est du territoire d’Othis, ou à l’arboriculture fruitière et à l’élevage, à Beaumarchais, la commune n’a guère connu d’évolution avant que ne s’améliorent les liaisons avec les gares de Saint-Mard, Paris et Senlis. Dans les années 1960, un remembrement foncier pourtant destiné à améliorer l’exploitation des terres provoque un important mouvement spéculatif favorisant une urbanisation pavillonnaire très rapide. La commune est actuellement composée de deux agglomérations, Othis et Beaumarchais.

## Politique et administration

### Rattachements administratifs et électoraux
La commune se trouve dans l'arrondissement de Meaux du département de Seine-et-Marne. Pour l'élection des députés, elle fait partie depuis 2012 de la septième circonscription de Seine-et-Marne.
Elle faisait partie depuis 1793 du canton de Dammartin-en-Goële. Dans le cadre du redécoupage cantonal de 2014 en France, la commune a intégré le canton de Mitry-Mory.

### Intercommunalité
Othis était membre de la communauté de communes de la plaine de France, créée en 1990 sous le nom de District de la Plaine de France. Celle-ci, après une période de blocage institutionnel, a fusionné avec d'autres intercommunalités pour former le 1er juin 2013, la communauté de communes Plaines et Monts de France.
Dans le cadre de la mise en œuvre de la loi MAPAM du 27 janvier 2014, qui prévoit la généralisation de l'intercommunalité à l'ensemble des communes et la création d'intercommunalités de taille importante, le préfet de la région d'Île-de-France approuve le 4 mars 2015 un schéma régional de coopération intercommunale, qui prévoyait notamment la « fusion de la communauté d'agglomération Val de France (95) et de la communauté d'agglomération Roissy Porte de France (95), et comprenant certaines communes, dont Othis, issues de la communauté de communes Plaines et Monts de France, afin de mieux structurer le territoire influencé par les retombées économiques de la plate-forme aéroportuaire de Paris-Charles-de-Gaulle.
C'est ainsi qu'a été créée le 1er janvier 2016 la communauté d'agglomération Roissy Pays de France, dont Othis est désormais membre.

### Liste des maires
| Période                                  | Période                   | Identité          | Étiquette            | Qualité |
| ---------------------------------------- | ------------------------- | ----------------- | -------------------- | --- |
| Les données manquantes sont à compléter. |                           |                   |                      | |
| 1929                                     | 1934                      | Louis Margotteau  |                      | |
| 1934                                     | 1935                      | Roger Hilare      |                      | |
| 1935                                     | 1937                      | Georges Coulon    |                      | |
| 1938                                     | 1940                      | Victor Cotelle    |                      | |
| 1940                                     | 1942                      | Florent Gatté     |                      | Adjoint au maire Cotelle ; assure l'intérim. |
| 1943                                     | 1945                      | Victor Cotelle    |                      | |
| avril 1945                               | septembre 1964            | Mauricia Coquiot  |                      | Femme politique, artiste de cirque Décédée en fonction |
| 1964                                     | mars 1977                 | Charles Borelli   |                      | |
| mars 1977                                | mars 2008                 | Alain Romandel    | PS puis MDC puis DVG | Professeur des écoles Conseiller régional d'Île-de-France (2002 → 2010) Conseiller général de Dammartin-en-Goële (1982 → 1994)                                                                       |
| mars 2008                                | En cours (au 28 mai 2020) | Bernard Corneille | PG puis DVG          | Retraité de l'enseignement Conseiller général de Dammartin-en-Goële (2008 → 2015) Conseiller départemental de Mitry-Mory (2015 → 2021) Réélu pour le mandat 2014-2020 Réélu pour le mandat 2020-2026 |

## Équipements et services

### Eau et assainissement
L’organisation de la distribution de l’eau potable, de la collecte et du traitement des eaux usées et pluviales relève des communes. La loi NOTRe de 2015 a accru le rôle des EPCI à fiscalité propre en leur transférant cette compétence. Ce transfert devait en principe être effectif au 1er janvier 2020, mais la loi Ferrand-Fesneau du 3 août 2018 a introduit la possibilité d’un report de ce transfert au 1er janvier 2026,.

#### Assainissement des eaux usées
En 2020, la gestion du service d'assainissement collectif de la commune d'Othis est assurée par la Communauté d'agglomération Roissy Pays de France pour la collecte, le transport et la dépollution. Ce service est géré en délégation par une entreprise privée, dont le contrat arrive à échéance le 31 décembre 2021,,.
L’assainissement non collectif (ANC) désigne les installations individuelles de traitement des eaux domestiques qui ne sont pas desservies par un réseau public de collecte des eaux usées et qui doivent en conséquence traiter elles-mêmes leurs eaux usées avant de les rejeter dans le milieu naturel. La Communauté d'agglomération Roissy Pays de France assure pour le compte de la commune le service public d'assainissement non collectif (SPANC), qui a pour mission de vérifier la bonne exécution des travaux de réalisation et de réhabilitation, ainsi que le bon fonctionnement et l’entretien des installations,.

#### Eau potable
En 2020, l'alimentation en eau potable est assurée par la Communauté d'agglomération Roissy Pays de France qui en a délégué la gestion à une entreprise privée, dont le contrat expire le 22 juillet 2021,.

## Population et société

### Démographie

#### Évolution démographique
L'évolution du nombre d'habitants est connue à travers les recensements de la population effectués dans la commune depuis 1793. Pour les communes de moins de 10 000 habitants, une enquête de recensement portant sur toute la population est réalisée tous les cinq ans, les populations de référence des années intermédiaires étant quant à elles estimées par interpolation ou extrapolation. Pour la commune, le premier recensement exhaustif entrant dans le cadre du nouveau dispositif a été réalisé en 2006.

En 2022, la commune comptait 6 741 habitants, en évolution de +0,58 % par rapport à 2016 (Seine-et-Marne : +3,92 %, France hors Mayotte : +2,11 %).
| 1793 | 1800 | 1806 | 1821 | 1831 | 1836 | 1841 | 1846 | 1851 |
| ---- | ---- | ---- | ---- | ---- | ---- | ---- | ---- | ---- |
| 332  | 290  | 341  | 331  | 311  | 341  | 335  | 317  | 323  |

| 1856 | 1861 | 1866 | 1872 | 1876 | 1881 | 1886 | 1891 | 1896 |
| ---- | ---- | ---- | ---- | ---- | ---- | ---- | ---- | ---- |
| 335  | 312  | 256  | 224  | 230  | 239  | 256  | 273  | 261  |

| 1901 | 1906 | 1911 | 1921 | 1926 | 1931 | 1936 | 1946 | 1954 |
| ---- | ---- | ---- | ---- | ---- | ---- | ---- | ---- | ---- |
| 265  | 276  | 264  | 208  | 281  | 265  | 241  | 258  | 227  |

| 1962 | 1968 | 1975  | 1982  | 1990  | 1999  | 2006  | 2011  | 2016  |
| ---- | ---- | ----- | ----- | ----- | ----- | ----- | ----- | ----- |
| 269  | 260  | 3 343 | 5 099 | 5 591 | 6 479 | 6 501 | 6 458 | 6 702 |

| 2021  | 2022  | - | - | - | - | - | - | - |
| ----- | ----- | - | - | - | - | - | - | - |
| 6 739 | 6 741 | - | - | - | - | - | - | - |

#### Pyramide des âges
Les pyramides des âges de la commune et du département s'établissent comme suit.
| Hommes | Classe d’âge | Femmes |
| ------ | ------------ | ------ |
| 0,2    | 90 ou +      | 0,3    |
| 3,5    | 75-89 ans    | 4,3    |
| 12,6   | 60-74 ans    | 14,5   |
| 23,1   | 45-59 ans    | 20,9   |
| 19,6   | 30-44 ans    | 22,1   |
| 18,6   | 15-29 ans    | 16,6   |
| 22,4   | 0-14 ans     | 21,3   |

| Hommes | Classe d’âge | Femmes |
| ------ | ------------ | ------ |
| 0,4    | 90 ou +      | 1,2    |
| 4,9    | 75-89 ans    | 6,5    |
| 13,6   | 60-74 ans    | 14,3   |
| 20,2   | 45-59 ans    | 19,8   |
| 20,1   | 30-44 ans    | 20,6   |
| 19,2   | 15-29 ans    | 17,9   |
| 21,7   | 0-14 ans     | 19,7   |

En 2018, le taux de personnes d'un âge inférieur à 30 ans s'élève à 39,4 %, soit en dessous de la moyenne départementale (39,6 %). De même, le taux de personnes d'âge supérieur à 60 ans est de 17,8 % la même année, alors qu'il est de 19,9 % au niveau départemental.
En 2018, la commune comptait 3 295 hommes pour 3 444 femmes, soit un taux de 51,11 % de femmes, légèrement inférieur au taux départemental (51,31 %).

## Économie
Tous commerces et grandes surfaces, services et artisanat.

### Secteurs d'activité

#### Agriculture
Othis est dans la petite région agricole dénommée la « Goële et Multien », regroupant deux petites régions naturelles, respectivement la Goële et le pays de Meaux (Multien). En 2010, l'orientation technico-économique de l'agriculture sur la commune est la culture de céréales et d'oléoprotéagineux (COP).
Si la productivité agricole de la Seine-et-Marne se situe dans le peloton de tête des départements français, le département enregistre un double phénomène de disparition des terres cultivables (près de 2 000 ha par an dans les années 1980, moins dans les années 2000) et de réduction d'environ 30 % du nombre d'agriculteurs dans les années 2010. Cette tendance se retrouve au niveau de la commune où le nombre d’exploitations est passé de 7 en 1988 à 6 en 2010. Parallèlement, la taille de ces exploitations diminue, passant de 90 ha en 1988 à 83 ha en 2010.
Le tableau ci-dessous présente les principales caractéristiques des exploitations agricoles d'Othis, observées sur une période de 22 ans : 
|                                      | 1988 | 2000 | 2010 |
| ------------------------------------ | ---- | ---- | ---- |
| Dimension économique,                |      |      |      |
| Nombre d’exploitations (u)           | 7    | 7    | 6    |
| Travail (UTA)                        | 9    | 7    | 5    |
| Surface agricole utilisée (ha)       | 629  | 628  | 499  |
| Cultures                             |      |      |      |
| Terres labourables (ha)              | 609  | 613  | 477  |
| Céréales (ha)                        | 531  | 451  | s    |
| dont blé tendre (ha)                 | 283  | 260  | 217  |
| dont maïs-grain et maïs-semence (ha) | 225  | 134  | 136  |
| Tournesol (ha)                       | 0    |      |      |
| Colza et navette (ha)                | s    | s    | 90   |
| Élevage                              |      |      |      |
| Cheptel (UGBTA)                      | 72   | 16   | 4    |

## Culture locale et patrimoine

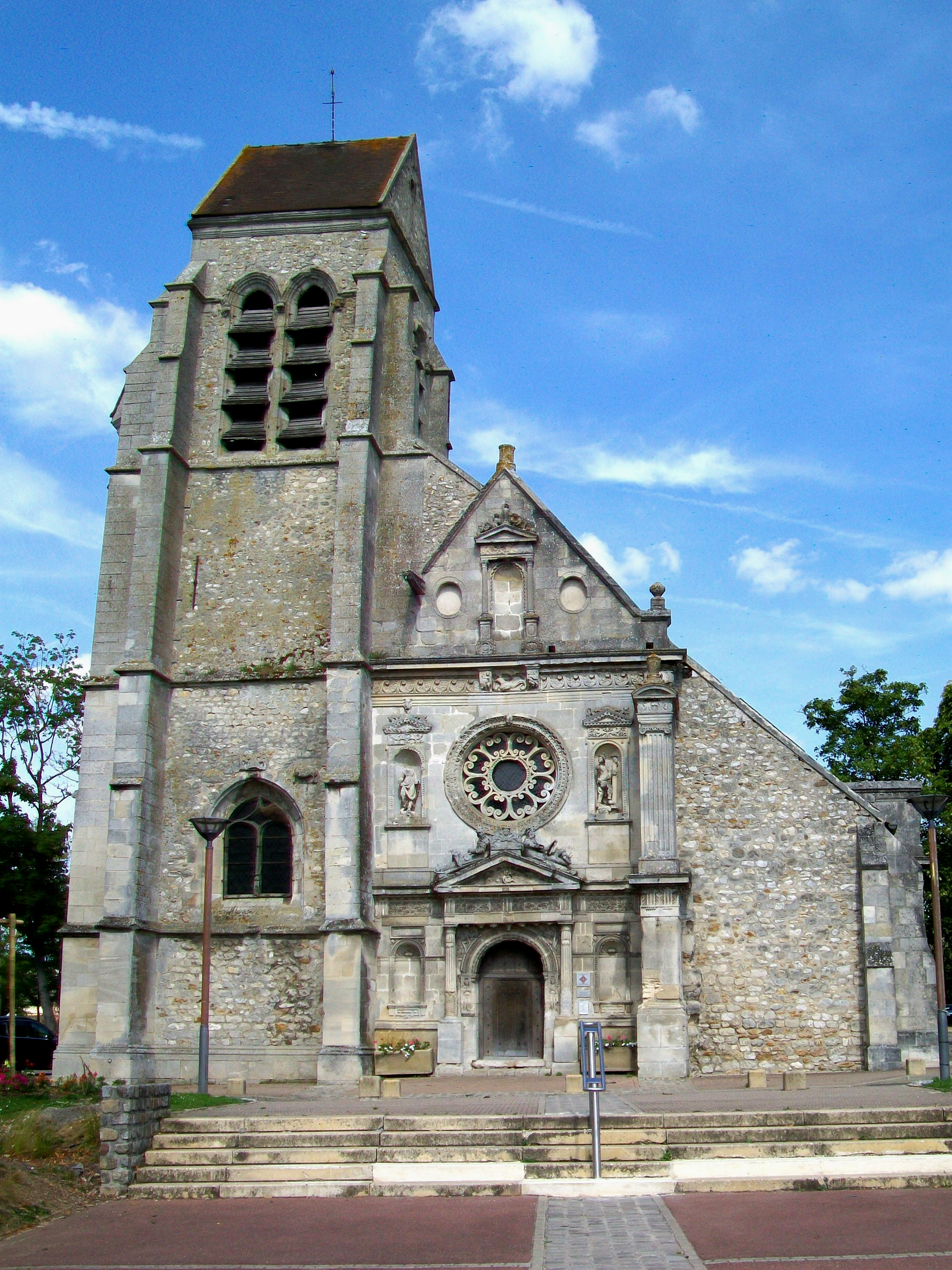
L'église Notre-Dame.

### Lieux et monuments
- Église Notre-Dame ou de la Nativité de la Vierge, rue Gérard-de-Nerval (classée monument historique par liste de 1875[62]) : Elle a été bâtie entre la fin du XVe et la première moitié du XVIe siècle dans le style gothique flamboyant, en réutilisant en partie les maçonneries d'un édifice antérieur du XIVe siècle. Seules les clés de voûte et la façade occidentale richement décorée se rattachent au style de la Renaissance. La façade, probablement achevée en 1573, compte parmi les plus remarquables de son époque dans tout le département. L'église elle-même est un édifice beaucoup plus modeste, à peine plus longue que large, et de hauteur médiocre. Son architecture est plus soignée que ne le suggèrent les élévations latérales et le chevet pratiquement frustes, mais les piliers monocylindriques et l'absence de formerets traduisent l'économie des moyens[63].

### Personnalités liées à la commune
- Eustache de Beaumarchès (12??-1294), sénéchal du roi de France de 1268 à 1294.
- Gérard de Nerval (1808-1855), écrivain.
- Mauricia Coquiot (1880-1964), artiste de cirque et femme politique, une des premières femmes à être élue maire.

### Othis dans la littérature
Ils ont dit d'Othis :

« Othis : tableau gracieux et champêtre d’un troupeau de moutons paissant sur les bords d’un ruisselet bordé de saules avec profil sur la colline de Dammartin — Séjour d’abondance et de paix »

— Honoré de Balzac, Notes de voyage

« Nous n’avions plus qu’un bout de plaine à traverser pour gagner Othys. Le clocher du village pointait sur les coteaux bleuâtres qui vont de Montbéliant à Dammartin. La Thève bruissait de nouveau parmi les grès et les cailloux, s’amincissant au voisinage de sa source, où elle se repose dans les prés, formant un petit lac au milieu des glaïeuls et des iris. Bientôt nous gagnâmes les premières maisons. La tante de Sylvie habitait une petite chaumière bâtie en pierres de grès inégales que revêtaient des treillages de houblon et de vigne vierge : elle vivait seule de quelques carrés de terre que les gens du village cultivaient pour elle depuis la mort de son mari. »

— Gérard de Nerval, Sylvie